# Soro (Lambu)
Soro is een bestuurslaag in het regentschap Bima van de provincie West-Nusa Tenggara, Indonesië. Soro telt 4010 inwoners (volkstelling 2010).